# Civljane
Civljane (Italiaans: Civigliane; Servisch: Цивљане) is een gemeente in de Kroatische provincie Šibenik-Knin.
Civljane telt 137 inwoners. De oppervlakte bedraagt 83,28 km², de bevolkingsdichtheid is 1,6 inwoners per km².
Steden (gradovi): Šibenik · Drniš · Knin · Skradin · Vodice

Gemeenten (općine): Bilice · Biskupija · Civljane · Ervenik · Kijevo · Kistanje · Murter-Kornati · Pirovac · Primošten · Promina · Rogoznica · Ružić · Tisno · Tribunj · Unešić